# Qianjiang Motor

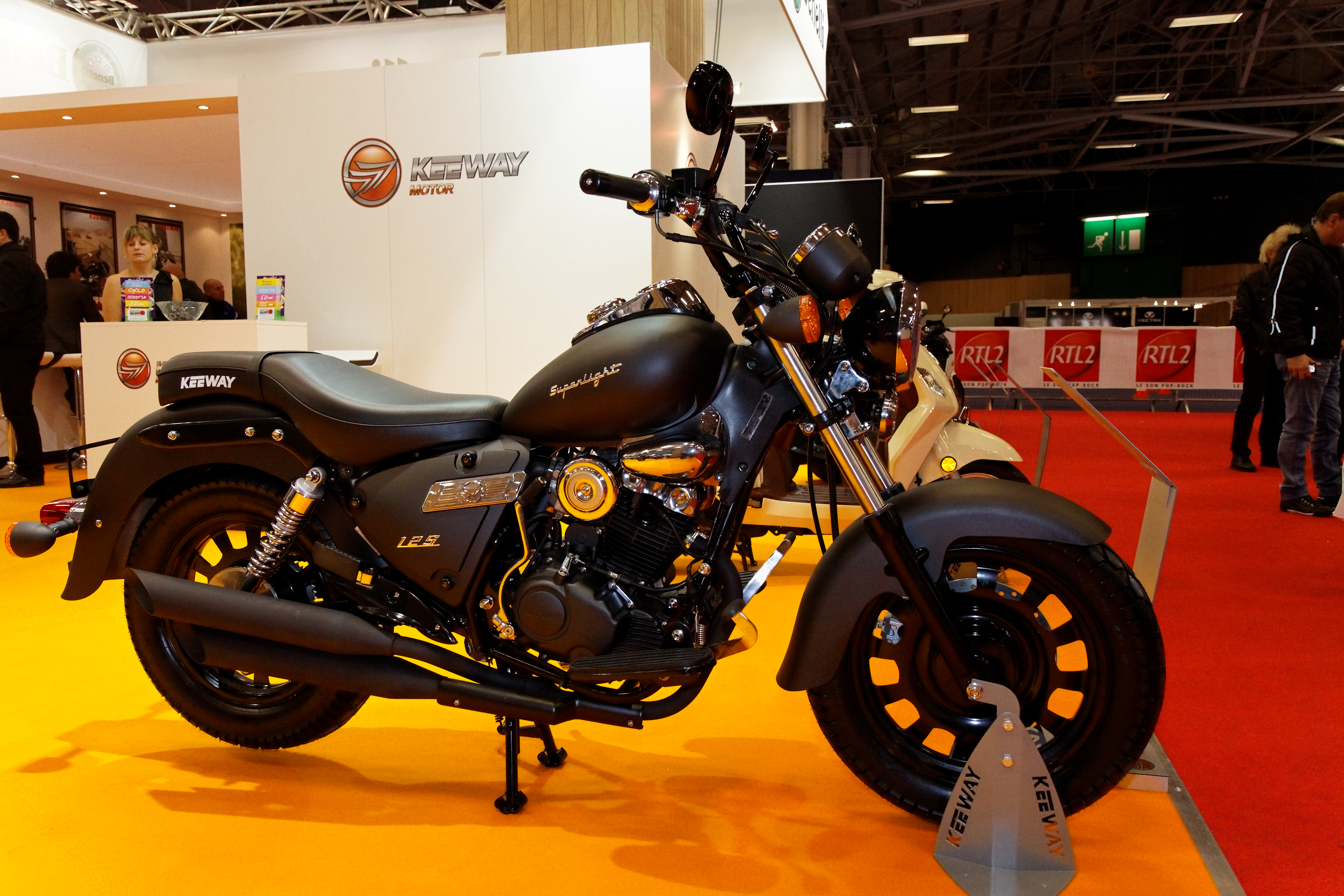
Keeway Superlight 125 produced by Qianjiang Group

Zhejiang Qianjiang Motorcycle Group Co., conegut generalment com a Qianjiang Motorcycle, és un fabricant xinès de motocicletes fundat el 1985 amb domicili social a Winling (Zhejiang província) . Ara és un dels majors fabricants de vehicles de 2 rodes a la Xina. Qianjiang és una empresa estatal de 460 milions de dòlars EUA amb 5 filials nacionals, 10 sucursals, 1 filial a l'estranger i més de 10.000 empleats.
Els vehicles es venen amb cinc marques: QJMotor, Benelli, Keeway Motors,KSR Moto i MBP' Moto.
- QJMotor són marques utilitzades per comercialitzar tota la gamma de productes a la Xina, que inclou motocicletes i patinets.
- Benelli és el fabricant històric italià de motocicletes, adquirit el 2005.
- Keeway Motors és la marca utilitzada per a les exportacions a Àsia, Europa i Amèrica del Sud.
- Els models KSR Moto es produeixen per al grup austríac KSR i són versions dissenyades amb insígnia dels vehicles de motor QJ.
- MBP Moto (Moto Bologna Passione) és una empresa italiana de motocicletes fundada el 2022 per Keeway Motors.

Des de 1999 comercialitza els seus models als mercats estrangers sota la marca Keeway Motors. El 2006, l'empresa va guanyar el premi de la indústria de la motocicleta com a exportador de l'any; de fet, un 20% de la producció es ven a l'estranger. L'empresa, que té un capital de més de 750 milions de dòlars, cotitza a la Borsa de Shenzhen des de 1999.
El 2005, Qianjiang va adquirir Benelli, un històric fabricant italià de motocicletes amb seu a Pesaro a la regió de les Marques.
Des del setembre de 2016, la participació majoritària (29,8%) de l'empresa està controlada pel gegant xinès Geely Holding Group.

## Marques i productes

### QJMotor
QJMotor està invertint molt en el seu creixement a la Xina, preparant models per debutar també en altres mercats. A principis d'any, la marca xinesa va llançar el scooter Hong 125, llançant ahir la setmana passada la versió ABS.Amb el llançament de la BMW C400, Loncin llançar el SR4MAX basat en ell. QJMotor el va llançar el novembre de l'any passat i la setmana passada va començar a vendre el Fort350 a la Xina, que també utilitza el C400 com a base. El novembre de 2022, QJMotor va anunciar la venda de 4 motocicletes a l'Índia. Les SRC 250 i SRC 500 són motocicletes d'estil retro que entren al mercat indi, competint amb Royal Enfield i motocicletes Honda. In its portfolio there are motorcycles of all types and the cruiser style could not be different. Meet the Flash 300S, a bobber that the brand is preparing an update for this year. This week the brand launched the new Yimi Sunshine retro scooter in China.

### Keeway
El 1999 es va fundar Keeway, una empresa hongaresa que tenia una participació a Benelli. El 2005, Benelli va passar a formar part de Qianjiang Motorcycle. QJ Motor té diverses marques, inclosa Benda Motorcycle, que opera amb motos de creuer a la Xina.

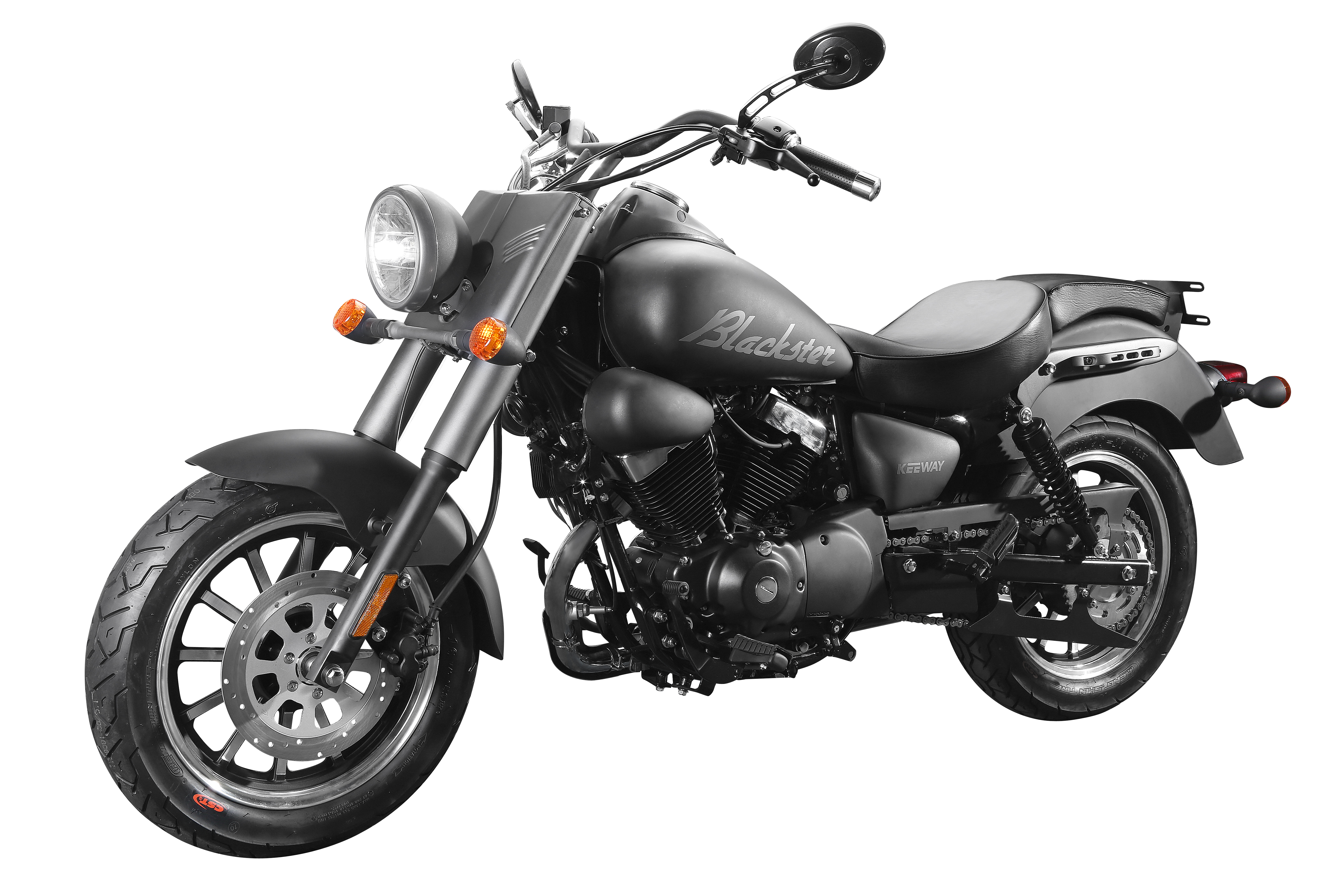
Keeway Blackster
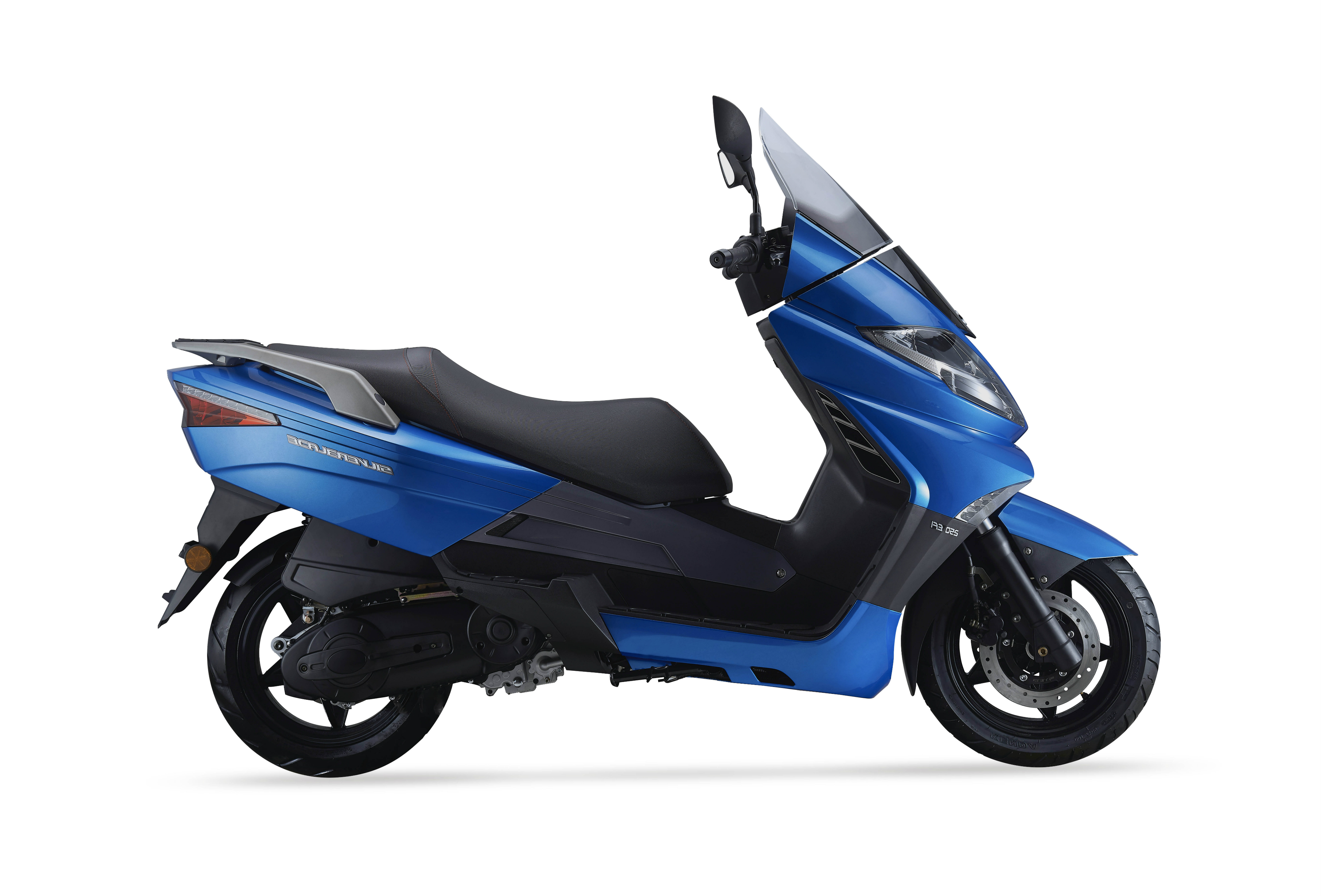
Keeway Silverblade
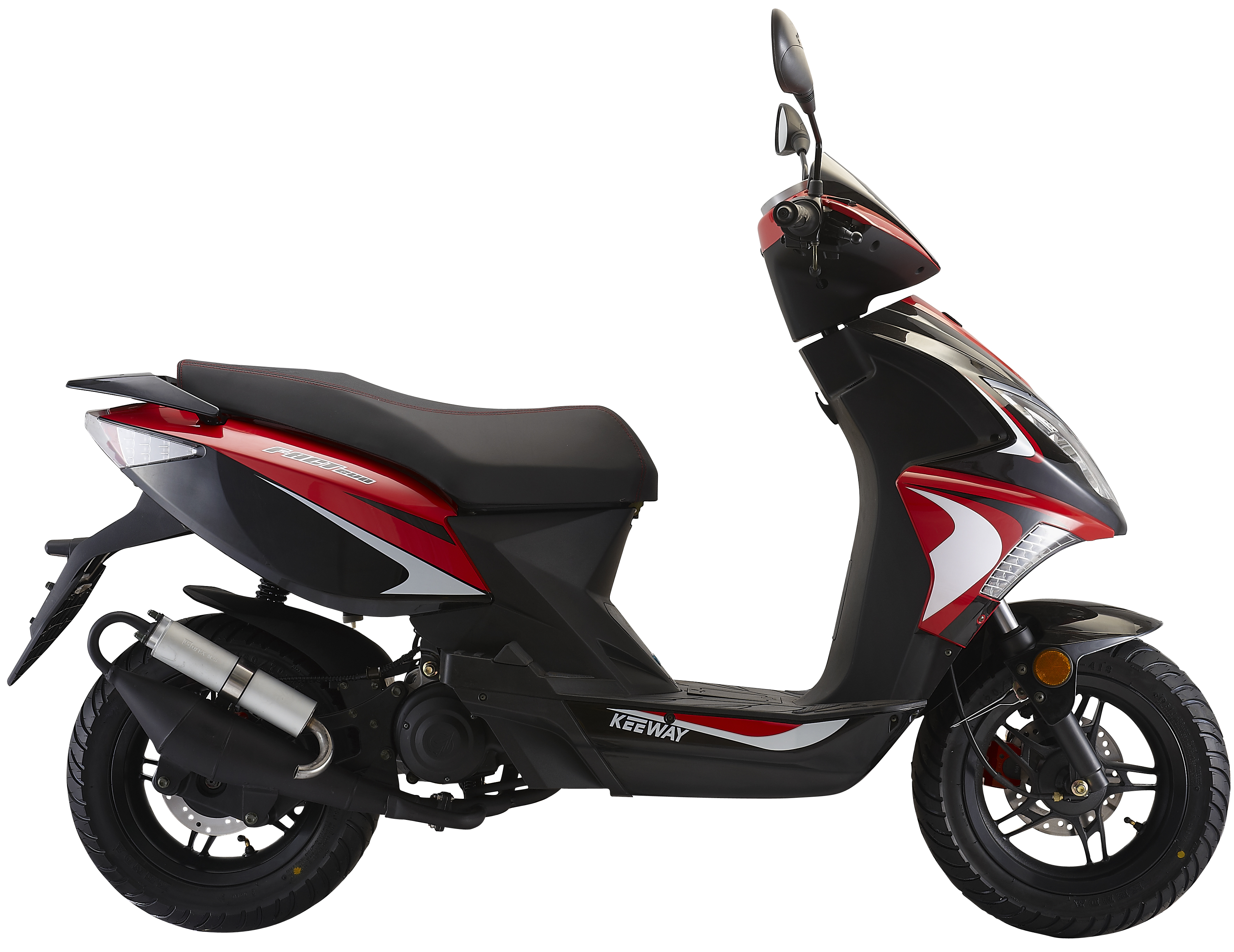
Keeway Fact evo
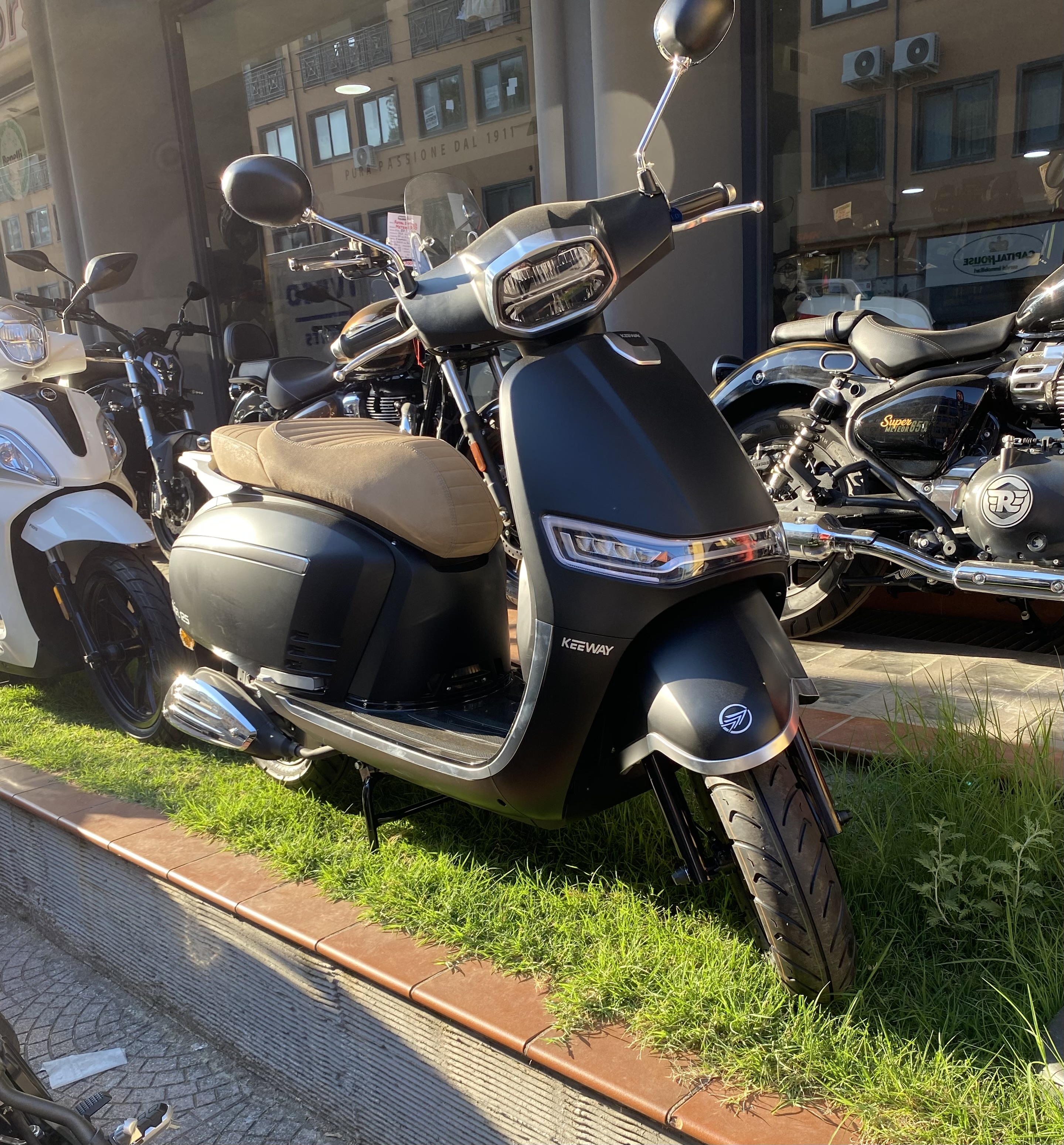
Keeway Iskia 125

### KSR Moto
Nosaltres, KSR Group GmbH, ja no oferim nous vehicles KSR MOTO a la venda.
Si busqueu el contacte del vostre concessionari per al processament de la garantia d'un vehicle que ja heu comprat, utilitzeu la cerca de concessionaris.

### MBP Moto
Keeway és una marca hongaresa propietat de QJMotor, que va fundar MBPMoto o Moto Bologna Passione el 2022.

## Esponsorització
El 2022, QJMotor es va convertir en el patrocinador principal d'Avintia Esponsorama Racing a la classe de Moto3 amb els seus dos pilots, Matteo Bertelle i Elia Bartolini. Després del  2023, temporada, QJmotor es va convertir en el patrocinador principal de Gresini Racing al campionat de Moto2.